# دهستان نگاتشانگ
دهستان نگاتشانگ (به لاتین: Ngatshang Gewog) یک دهستان در کشور بوتان است که در ناحیهٔ مونگار واقع شده‌است.